# Das letzte Abenteuer
Das letzte Abenteuer ist eine 1953 erschienene Erzählung von Heimito von Doderer. Sie spielt während der Regierungszeit Kaiser Karls IV., also zwischen 1355 und 1378. Ein terminus post quem lässt sich einem Gespräch zwischen Ruy de Fanez und seinem zweiten Knappen, dem Engländer Patrik, entnehmen. Als der mit dem Langbogen sehr treffsichere junge Mann erklärt, die englischen Bogenschützen hätten „vorlängst in einer großen Schlacht sogar die Ritter des Königs von Frankreich besiegt“, ergänzt Ruy das Datum der  Schlacht von Crécy: 26. August 1346. Der blinde Johann von Luxemburg, König von Böhmen, sei in dieser Schlacht gefallen; sein Sohn trage jetzt die Kaiserkrone.

## Handlung
Der spanische Ritter Ruy de Fanez durchreitet in Begleitung seines Knappen Gauvain und zweier Knechte einen Wald, der seit vielen Jahren von Menschen gemieden wird, weil ein Lindwurm in ihm hausen soll. Die Durchquerung des Waldes hat die verwitwete Herzogin Lidoine, die auf der riesigen Burg Montefal lebt, dem Mann zur Bedingung gemacht, der um sie zu werben gedenkt. Ruy begegnet dem Lindwurm und kann ihm ein Horn abschlagen, das er aber, von der ausgestandenen Todesangst erschöpft, im Wald liegenlässt. Er erreicht unversehrt das Herzogtum, kann sich aber nicht zur Werbung um die Herzogin entschließen. Einem weiteren Ritter gelingt die Durchquerung des Waldes: Gamuret, genannt der Fronauer. Auch er ist dem Lindwurm begegnet und einer bedrohlichen Situation durch einen glücklichen Zufall entronnen. Er hat das abgeschlagene Horn des Drachen gefunden und kann die Erzählung Ruys bestätigen. Da das Leben bei Hofe Ruy und dem Fronauer nicht behagt, verständigen sie sich darüber, nicht um die Herzogin zu werben. Stattdessen unterstützen sie die Werbung Gauvains, der mittlerweile zum Ritter geschlagen wurde. Ruy, der Gauvain sein Schwert geschenkt hat, erhält von der Herzogin ein neues Schwert, in dessen Knauf ein Stück des Drachenhorns eingearbeitet ist und verlässt mit einem neuen Knappen das Herzogtum. Nach kurzem Aufenthalt in einer größeren Stadt, wo sie an einem Fest teilnehmen, zieht Ruys Expedition wieder in den Wald. Auf einem allein unternommenen Erkundungsritt sieht Ruy plötzlich – in einer Erscheinung – den Spielmann, aus dessen Lied er von der Herzogin und dem Lindwurm erfahren hat. Zeugen einer weiteren Erscheinung, eines bunten Zuges der Geister von Rittern und Damen aus einer früheren Zeit, die dem durch den Wald reitenden Ruy folgen, sind die Tiere des Waldes und der Knappe. Wieder im offenen Land, gelangen sie in ein Dorf, das eben von einer Räuberbande heimgesucht wird. Im Kampf besiegt und vertreibt Ruy die Räuber, wird jedoch tödlich verwundet.

## Ausgaben
- Heimito von Doderer: Das letzte Abenteuer. Mit einem autobiographischen Nachwort. Reclam, Stuttgart 1972, ISBN 3-15-007806-7.
- Heimito von Doderer: Das letzte Abenteuer. Ein "Ritter-Roman". Fischer, Frankfurt am Main 1991, ISBN 3-596-10711-3.
- Heimito von Doderer: Das letzte Abenteuer. In: Wendelin Schmidt-Dengler (Hrsg.): Die Erzählungen. C. H. Beck, München 1995, ISBN 3-406-39898-7.
- Heimito von Doderer: Das letzte Abenteuer. (Bibliothek der Erzähler, Band 113). Steidl, Göttingen 1998, ISBN 3-88243-559-3.
- Heimito von Doderer: Das letzte Abenteuer. (Reihe textura). C. H. Beck, München 2013, ISBN 978-3-406-64488-7.